# اچ‌ام‌اس چارجر (۱۸۹۴)
اچ‌ام‌اس چارجر (۱۸۹۴) (به انگلیسی: HMS Charger (1894)) یک کشتی بود که طول آن ۱۹۵ فوت (۵۹ متر) بود. این کشتی در سال ۱۸۹۴ ساخته شد.